# Kirdahat

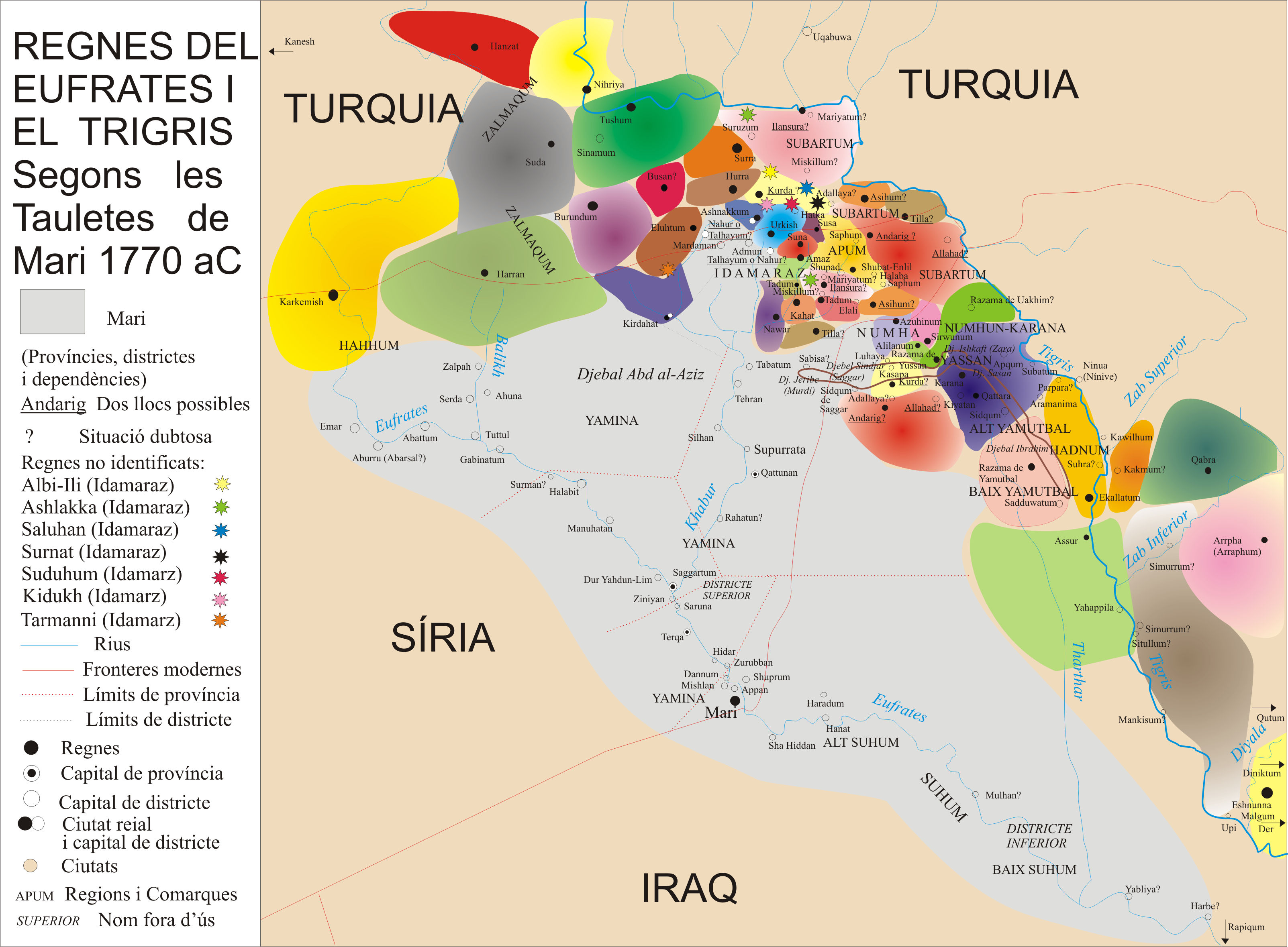
Reinos de la región,

Kirdahat (también transliterada Qirdahat) fue una ciudad-estado de la cuenca del río Jabur, de ubicación precisa desconocida, probablemente al oeste del río, que existía en el siglo XVIII a. C., en tiempos del rey Zimri-Lim de Mari. Es mencionada en las tabletas de Mari. Formaba uno de los cuatro distritos de Idamaraz. Su soberano era Shubram, que podría ser el mismo personaje que Shubram rey de Susa y de la tierra de Apum. Los distritos del Idamaraz era territorios directamente dependientes de Mari, pero por la lejanía u otras circunstancias gozaban de autonomía y sus gobernantes eran un término medio entre el gobernador y el rey. Shubram fue a rendir homenaje a Zimri-Lim junto con los reyes de Ashnakkum, Tarmanni y Shuduhum.